# Observatorio Astronómico de Lulin
El Observatorio de Lulin (chino: 鹿林天文台; pinyin: Lùlín Tiānwéntái; literalmente: "observatorio astronómico del bosque de los ciervos") es un observatorio astronómico situado en la cima del Monte Lulin en Xinyi (condado de Nantou), en Taiwán. Es operado por el Instituto de Astronomía de la Universidad Nacional Central.
En 2007, el cometa Lulin (C/2007 N3), fue descubierto por este observatorio, y se convirtió en el primer cometa descubierto por un investigador taiwanés. El planeta menor 147918 Chiayi también fue descubierto allí.
Su mayor telescopio, de 1 m de diámetro, fue puesto en funcionamiento en 2002, después de 10 años de desarrollo.

## Telescopios
- Telescopio LOT Cassegrain (D=1-m, f/8)
- Telescopio SLT R-C(D=0.40-m, f/8.8) construido por RC Optical Systems[4] o 76-cm Super Light Telescope (SLT)
- Cuatro telescopios robotizados TAOS (D=0.50-m, f/1.9)

## ProyectoLulin Sky Survey
El proyecto Lulin Sky Survey (LUSS) buscó objetos cercanos a la Tierra de 2006 a 2009. El Lulin Sky Survey Telescope, un telescopio de 16 pulgadas (41 cm) de Ritchey-Chrétien con un campo de visión de 27 arcominutos, fue operado remotamente desde China continental, con un software robótico desarrollado internamente. Además de buscar nuevos objetos, la búsqueda refinó las órbitas de planetas y cometas menores conocidos, y realizó un análisis fotométrico de un subconjunto de objetos. El investigador principal, el estudiante Quan-Zhi Ye de la Universidad Sun Yat-sen, fue galardonado con el Premio Shoemaker 2007 por desarrollar el proyecto. Ye más tarde identificó un cometa a partir de imágenes recogidas en julio de 2007 por el colaborador Chi Sheng Lin; el cometa de movimiento retrógrado inusual, formalmente nombrado C/2007N3, fue bautizado como Cometa Lulin. Este hizo su aproximación más cercana a la Tierra en febrero de 2009. En el transcurso de la búsqueda, se descubrieron 781 objetos nuevos, entre ellos el cometa Lulin y tres fragmentos del commeta 73P/Schwassmann-Wachmann. El proyecto LUSS se benefició de su ubicación en una longitud con pocos observatorios en busca de planetas menores.